# A. W. Bergstens donationsfond
A. W. Bergstens donationsfond är en stiftelse skapad 1922 genom donation av grosshandlaren Alexander Wilhelm Bergsten (1855-1937), vilken förvaltas av lantbruksakademien.
Avkastningen används dels till resestipendier för studier inom jordbruksområdet, dels till belöningar för framstående forskningsresultat och till jordbrukare för föredömlig verksamhet. Dessutom lämnas bidrag till publicering av forskningsresultat inom jordbruksområdet.

## Utdelningar
- 1955 - Ebba Månsson i Göingebygden - för självständigt och enträget arbete med stenbrytning, skog- och djurskötsel[1]
- 1997 - Stefan Edman [2] för att han "utifrån en ekologisk helhetssyn, intresseväckande och sakligt har belyst människans ansvar för vår natur"